# 顾功叙
顾功叙（1908年6月25日—1992年4月14日），男，浙江嘉善人，中国地球物理学家，中国地球物理学会和中国地震学会的发起人之一。主要从事物探和地震监测预报研究。曾任地质部地球物理勘探所所长、国家地震局地球物理研究所所长、名誉所长、研究员，第一至七届全国人大代表。

## 生平
1926年毕业于嘉兴秀州中学，1929年毕业于上海大同大学。1936年获美国科罗拉多州矿业学院地球物理勘探专业硕士学位。曾任
1955年当选中国科学院学部委员（院士）。